# Smoke Gets in Your Eyes
Smoke Gets in Your Eyes è un brano musicale scritto dal compositore statunitense Jerome Kern e dal paroliere Otto Harbach per la loro operetta del 1933 Roberta. Fu anche eseguita da Irene Dunne per l'adattamento cinematografico del 1935 con Fred Astaire, Ginger Rogers e Randolph Scott. Sono state eseguite numerose cover del brano, ma probabilmente la versione più famosa rimane quella del 1958 dei Platters, che nel 1959 arrivò alla numero uno della Billboard Hot 100 per tre settimane, nel Regno Unito per cinque settimane, in Italia per 11 settimane ed in Australia per dieci settimane, alla numero 4 nei Paesi Bassi ed al numero 5 nelle Fiandre in Belgio.

## Celebri cover
- Nel 1933 Paul Whiteman e la sua orchestra, eseguì Smoke Gets in Your Eyes, voce solista Bob Lawrence (Victor (casa discografica|Victor, 24455), che arrivò alla vetta della classifica per sei settimane, pubblicato negli Stati Uniti d'America, Canada ed Australia; il brano è stato inserito nel doppio album del 2004 Linger Awhile (Living Era, CD AJS 283), pubblicato nel Regno Unito.
- Nel 1934 Jack Payne and his band incide Smoke Gets in Your Eyes (Rex, 8330).
- Nel 1947 The King Cole Trio registrò una propria versione del brano (Capitol Records, CD-41), inserito nell'album del 1972 Trio Days (Capitol Records, M-11033).
- 1956 - Dinah Washington nell'album Look to the rainbow (EmArcy – MG 36065), pubblicato negli Stati Uniti d'America, Germania e Giappone.
- Nel 1956 Vic Damone ne eseguì una versione molto differente dall'originale, con un tono molto più drammatico per l'album That Towering Feeling! (Columbia Records, CL 900). Smoke Gets in Your Eyes divenne così una delle canzoni più famose del suo repertorio.
- Nel 1962 Nana Mouskouri incide la sua cover nell'album Nana Mouskouri in New York (Fontana Records, 680 223 TL), pubblicato nei Paesi Bassi, Canada, Regno Unito e Stati Uniti d'America.
- Nel 1962 il saxofonista jazz Coleman Hawkins ne registra una sua versione pubblicata da Prestige Records.
- Nel 1963 il sassofonista Boots Randolph ne fece una versione acustica nel suo LP Yakety Sax (Monument, MLP-8002).
- Nel 1968 Giusy Romeo (non ancora nota con il nome d'arte di Giuni Russo) incise una cover in italiano di questa canzone intitolata Fumo negli occhi (Columbia Records, SCMQ 7118), inserita nella raccolta The Complete Giuni (Radio Fandango, 0184762RAF) del 2007. A differenza delle altre cover sovra-citate, quest'ultima non ebbe un grande successo, ed in Italia passò quasi inosservata.
- Nel 1971 l'organista Dorsey Dodd incide la versione strumentale per l'album The colossal - Organo Hammond 3 (Vedette, VPAS 890), uscito anche in Spagna.
- Nel 1972 anche il singolo del gruppo inglese Blue Haze divenne molto popolare (A&M Records, AM 45033), inserito nell'album Blue Haze del 1973 (A&M Records, SLAM 68026).
- Nel 1974 Bryan Ferry incise un singolo del brano (Island Records, WIP 26205) inserito nell'album Another Time, Another Place (Island Records, ILPS 19284), che raggiunse la posizione #17 della classifica inglese nel settembre 1974.
- Nel 1975 Serge Gainsbourg ne ha realizzato una cover inserita nell'album Rock Around the Bunker (Philips, 6325 195 A).
- Nel 1975 fu proposta una versione disco (45 giri) del motivo nell'interpretazione di Penny McLean che fu molto ballata nelle discoteche (Atco Records, 45-7048), inserita nell'album Lady Bump (Columbia Records, ES 90327).
- Nel 1995 The Jerry Garcia Band pubblicò la cover di Smoke Gets in Your Eyes nella compilation Smoke, voci di Gloria Jones, Jackie LaBranch, Jerry Garcia (Miramax Records – HR6 2024-2) pubblicato in Canada.
- Nel 2015 Simona Molinari la riporta alla luce con la sua personale e raffinata interpretazione inclusa nell'album Casa mia (Atlantic Records, 5054196900625).

## Uso nel cinema
La canzone è comparsa in numerosi film, fra cui American Graffiti (1973), Smoke (1995) e più tardi Being Julia - La diva Julia del 2004 e di Cuori in Atlantide di Scott Hicks. La versione dei Platters è stata utilizzata in Always - Per sempre del 1989 di Steven Spielberg, Le lacrime amare di Petra von Kant del 1972 e 45 anni del 2015. La canzone viene inoltre cantata da Cher nel film "Un tè con Mussolini" del 1999 di Franco Zeffirelli. "Smoke Gets in Your Eyes" è anche il titolo di un episodio della serie televisiva americana del 2007 Mad Men. Nel 2010 interpretata da Bryan Ferry nei titoli di coda del film "Somewhere" di Sofia Coppola
Adriano Celentano ne ha fatto una cover in italiano inserita poi nel film degli anni 80 dal titolo "Lui è peggio di me"